# Marvel Studios
A Marvel Studios, LLC (1993 és 1996 között Marvel Films néven volt ismert) amerikai film- és televíziós stúdió, amely a The Walt Disney Studios, a The Walt Disney Company egyik részlegének leányvállalata. A Marvel Studios a Marvel-moziuniverzum filmek gyártásáról ismert, amelyek a Marvel Comics kiadványokban megjelenő karaktereken alapulnak.
A Marvel Studios 2008 óta 25 filmet adott ki a Marvel-moziverzumon belül, a Vasembertől (2008) a Shang-Chi és a tíz gyűrű legendája (2021) című filmig, és négy televíziós sorozatot 2021 óta; WandaVision (2021), What If...? (2021). A What If...? a stúdió első animációs filmje. Ezek a filmek és tévésorozatok, valamint a stúdió által gyártott One-Shotok mindegyike kapcsolódik egymáshoz. A Marvel Television által gyártott televíziós sorozat is elfogadja a folyamatosságot.
A Marvel Cinematic Universe mellett a Marvel Studios részt vett más Marvel-filmfranchise-ok, köztük az X-Men és a Pókember többfilmes sorozatok gyártásában is, amelyek észak-amerikai jegybevétele meghaladta az 1 milliárd dollárt.
A Marvel Studios a Disney+-on sugárzott televíziós sorozatokat is gyárt, és felügyeli a Marvel Television fennmaradó sorozatainak gyártását a Marvel Studiosba való egyesülést követően.

## Története

### Marvel Films
A Marvel Entertainment Group (MEG) 1993-as ToyBiz-szerződését követően Avi Aradot a ToyBiz-től, a Marvel Films Division és a New World Family Filmworks, Inc. leányvállalatának, a New World Entertainmentnek az elnökévé és vezérigazgatójává nevezték ki. A New World a MEG korábbi anyavállalata volt, később pedig az Andrews Group egyik leányvállalata.
A Marvel Productions 1993-ra New World Animation lett, mivel a Marvel elindította a Marvel Films-t, beleértve a Marvel Films Animationt is. A Marvel Films Animation osztozott Tom Tataranowiczal a New World Animationen, mint a fejlesztés és a gyártás vezetője.
A New World Animation (A hihetetlen Hulk), a Saban (X-Men) és a Marvel Films Animation (Pókember) egy-egy Marvel-sorozatot készített a televízió számára az 1996-1997-es évadban. Ez volt a Marvel Films Animation egyetlen produkciója. 1993 végén Arad és a 20th Century Fox megállapodást kötött egy X-Men film elkészítéséről.
Az Andrews Group 1996 augusztusában bejelentette, hogy az Andrews Group a New World Animation és a Marvel Films Animation cégeket a New World többi részével együtt eladta a News Corporation/Foxnak. Az üzlet részeként a Marvel licenszelte az Amerika Kapitány, a Daredevil és az Ezüst Utazó jogait, hogy a Fox Kids Network műsorára kerüljenek, és a Saban producere legyen. A New World Animation folytatta A hihetetlen Hulk második évadának gyártását a UPN számára.

## Fordítás
- Ez a szócikk részben vagy egészben  a   Marvel Studios című angol Wikipédia-szócikk fordításán alapul.  Az eredeti cikk szerkesztőit annak laptörténete sorolja fel. Ez a jelzés csupán a megfogalmazás eredetét és a szerzői jogokat jelzi, nem szolgál a cikkben szereplő információk forrásmegjelöléseként.